# Paralelo 31 S
O Paralelo 31 S é um paralelo no 31° grau sul no plano equatorial terrestre .
Começando no Meridiano de Greenwich e tomando a direcção do Leste, o paralelo 31º S passa por:
| País, território ou mar | Notas                                                  |
| ----------------------- | ------------------------------------------------------ |
| Oceano Atlântico        |                                                        |
| África do Sul           |                                                        |
| Oceano Índico           |                                                        |
| Austrália               | Austrália Ocidental Austrália do Sul Nova Gales do Sul |
| Oceano Pacífico         |                                                        |
| Chile                   |                                                        |
| Argentina               |                                                        |
| Oceano Atlântico        |                                                        |
| Uruguai                 |                                                        |
| Brasil                  | Rio Grande do Sul                                      |